# Вільяселан
Вільяселан (ісп. Villaselán) — муніципалітет в Іспанії, у складі автономної спільноти Кастилія-і-Леон, у провінції Леон. Населення — 245 осіб (2010).
Муніципалітет розташований на відстані близько 260 км на північний захід від Мадрида, 43 км на схід від Леона.
На території муніципалітету розташовані такі населені пункти: (дані про населення за 2010 рік)
- Аркайос: 18 осіб
- Кастроаньє: 39 осіб
- Санта-Марія-дель-Ріо: 83 особи
- Вальдавіда: 66 осіб
- Вільясеран: 18 осіб
- Вільяселан: 21 особа

## Демографія
Динаміка населення (INE ):